# Slingsby Hengist
Die Slingsby Type 18 (T.18) Hengist war ein britischer Lastensegler der Firma Slingsby Sailplanes Ltd während des Zweiten Weltkriegs. Der Name stammt vom legendären Invasor Britanniens, Hengist, dessen Bruder Horsa ebenfalls Namensgeber für einen britischen Lastensegler, der Airspeed Horsa war. (s. a. Bezeichnungssystem für Luftfahrzeuge der britischen Streitkräfte)

## Entwicklung
Die Entwicklung der britischen Lastensegler war eine Reaktion auf den Einsatz deutscher DFS-230-Lastensegler, die erstmals im Mai 1940 bei der Eroberung der belgischen Festungsanlage von Fort Eben-Emael mit großem Erfolg Verwendung fanden. Ihr Vorteil gegenüber dem Einsatz von Fallschirmjägern war die Möglichkeit, ganze Einsatzgruppen punktgenau in einem vorgegebenen Gebiet zu landen, während die Fallschirmspringer meist auf größerem Raum verteilt niedergingen.
Konstrukteur der Hengist war John „Jack“ Frost, der zuvor bereits für Airspeed, Miles Aircraft und Westland Aircraft gearbeitet hatte; er sollte später auch die De Havilland DH.103 Hornet sowie die De Havilland DH.98 Mosquito mitentwickeln.
Die Hengist Mk.I wurde 1940 in Auftrag gegeben und flog erstmals im Januar 1942 im Schlepp einer Armstrong Whitworth Whitley. Ein besonderes von Frost bei der Hengist eingesetztes Merkmal war eine Gummi-Polsterung für die Landung.
Der Flugzeugrumpf war durch seine gewölbte Ober- und Unterseite erkennbar, während die Seitenwände eben waren.
Da sich andere Lastensegler als besser geeignet erwiesen, kam die Hengist nie zum Einsatz. Es wurden lediglich 18 Exemplare gebaut.

## Technische Daten
| Kenngröße               | Daten                               |
| ----------------------- | ----------------------------------- |
| Besatzung               | 1 + 15 Soldaten                     |
| Länge                   | 17,23 m bzw. 18,04 m je nach Quelle |
| Spannweite              | 24,40 m                             |
| Höhe                    | 3,70 m                              |
| Flügelfläche            | 72,46 m²                            |
| Flügelstreckung         | 8,2                                 |
| maximale Gleitzahl      | 14                                  |
| Leermasse               | 2102 kg                             |
| Startmasse              | 3791 kg                             |
| Schleppgeschwindigkeit  | 208 km/h                            |
| Überziehgeschwindigkeit | 77 km/h                             |